# Elklaver
Ordet elklaver dækker flere forskellige instrumenter. Betegnelsen bruges oftest om et digitalklaver, der skaber lyden vha. samplede klaverlyde. Ordet dækker også instrumenter som Fender Rhodes, Wurlitzer og Clavinet, der er mekaniske elektrisk forstærkede instrumenter, hvor lyden opfanges af pickup'er som på en elguitar. Ordet bruges også som fællesbetegnelse for diverse Rhodes og Wurlitzer-lyde, f.eks. på synthesizere eller digitalpianoer.